# McHenry (Illinois)
McHenry je grad u američkoj saveznoj državi Ilinois. Prema popisu stanovništva iz 2010. u njemu je živjelo 26.992 stanovnika.